# Kruszelnica (rzeka)
Kruszelnica, Riczka (ukr. Крушельниця, Річка) – rzeka w południowo-zachodniej Ukrainie.
Źródła rzeki znajdują w Ukraińskich Karpatach, na południowych stokach góry Wełykyj Werch, w paśmie Beskidy Skolskie, w obrębie Parku Narodowego „Beskidy Skolskie”. Jest to typowo górska rzeczka. Dolina jest wąska, zalesiona (zwłaszcza w środkowym i górnym biegu). Terasa zalewowa jest szeroka i jednostronna. Koryto rzeki ma powolny nurt, dno jest skaliste z licznymi małymi wodospadami. Rzeka wylewa po ulewnym deszczu lub podczas odwilży. Uchodzi do rzeki Stryj, przy miejscowości o tej samej nazwie, Kruszelnica. Jej dopływami są liczne małe potoki. Rzeka ma 14 km długości, jej powierzchnia dorzecza wynosi 36 km².